# 非公務員化
非公務員化（ひこうむいんか）とは、国家公務員法または地方公務員法の全部または一部が適用されている行政組織・行政法人の職員（日本の公務員）に対し、その適用を除外する機構改革の手法である。非公務員化により、職員の身分は公務員ではなくなる。
非公務員化は、組織形態の転換に付随する形で行われる場合（社会保険庁 → 日本年金機構、日本郵政公社民営化など）が多いが、独立行政法人の非公務員化のように組織形態の転換をしないまま行われる場合もある。
この項目では、主に国家公務員の非公務員化について説明する。

## 独立行政法人の非公務員化
独立行政法人には、行政執行法人と中期目標管理法人と国立研究開発法人の3種類があり、行政執行法人の役職員は国家公務員であるのに対し、国立研究開発法人と中期目標管理法人の役職員は国家公務員とされていないため、国家公務員法の適用外である。
ただし、行政執行法人とそれ以外の独立行政法人は、役職員に対する国家公務員法及びそれに関連する法律が一部適用されるか否か、並びにそれに付随する法制上の措置に違いがあるのみで、独立行政法人としての組織形態に違いはなく、組織としての権能・権限に差異はない。
したがって、独立行政法人の非公務員化は、法人の機構改革を行ったように見えるが、実際は組織形態の転換を伴わない、単に役職員に対する法令の適用関係を変化させるに過ぎない措置といえる。
独立行政法人通則法第51条により行政執行法人の職員は、国家公務員とされるが、国家公務員法の規定の全部が適用されるわけではなく、国家公務員法第十八条、第二十八条（第一項前段を除く。）、第六十二条から第七十条まで、第七十条の三第二項及び第七十条の四第二項、第七十五条第二項並びに第百六条の規定は適用されていない。
また、国家公務員法に関連する、
- 国家公務員の寒冷地手当に関する法律の規定
- 一般職の職員の給与に関する法律の規定
- 国家公務員の育児休業等に関する法律第五条第二項 、第八条、第九条、第十六条から第十九条まで及び第二十四条から第二十六条までの規定
- 一般職の職員の勤務時間、休暇等に関する法律の規定
- 一般職の任期付職員の採用及び給与の特例に関する法律第七条から第九条までの規定
- 国家公務員の自己啓発等休業に関する法律第五条第二項及び第七条の規定
- 国家公務員の配偶者同行休業に関する法律第五条第二項及び第八条の規定

の各法律の規定は、行政執行法人も適用されていない（独立行政法人通則法五十九条）。

## 非公務員化の効果
日本郵政公社の民営化、社会保険庁の全国健康保険協会、日本年金機構への移行と、機構改革に付随して非公務員化が行われているが、独立行政法人については、後述するように、非公務員化自体が改革手法の一つとして考えられており、機構改革を伴わず、単独で措置されているケースが多い。
独立行政法人などを非公務員化すると、給与や手当、勤務時間、休暇等の設定が弾力的に行え、組織運営が柔軟になると評論もあるが、給与法や勤務時間法は上記の通り、すべての独立行政法人において適用外であるため、行政執行法人(公務員型)であっても給与や手当、勤務時間、休暇などは弾力的に行える。こうした非公務員化の効果の評論は、その多くが単にイメージで述べられているに過ぎず、的を射ていないものが多い。
非公務員化の法制上の効果は、公務員として制限されている規制が解除されることに伴って、
- 職員は、政治的行為の制限が撤廃されること
- 職員は、倫理法の対象外となり、私企業との接触が自由になること
- 職員は、私企業の職を兼ねるなど、兼業することができるようになること
- 職員は、国民全体の奉仕者として、公共の利益のために勤務し、全力を挙げてこれに専念するという服務がなくなること
- 職員は、国民全体の奉仕者の服務がないため、これにふさわしくない行為をもって懲戒免職とされることはなくなること
- 職員は、ストライキなどの争議権を有すること
- 使用者は、職員の任用が自由になること
- 使用者は、職員の降任、休職、免職に公務員に適用される特殊な法令の制限がなくなること（一般の労働法の適用になる）

などの効果が発生する。使用者側の任免の自由度以外は組織運営には何ら関係なく、専ら職員の個人生活において自由度が増す効果といえる。
また、上記でみたように単に職員に一部適用されていた国家公務員法の規定が全て外れるに過ぎず、機構上の合理化策ではないことから、財政的には、非公務員化によって財政減となる要素は何らない。他方で、職員に適用する労働法制が一般化することになるため、
- 職員に雇用保険が適用され、使用者側に雇用保険料の事業主負担が発生する
- 職員に労災保険が適用され、使用者側に労災保険料の負担が発生する

ということから、必然的な財政増を伴うこととなる。また、職員にも雇用保険料の負担が発生し、職員の可処分所得は低くなるが、これを不利益とみて所得減分を補填した場合は、さらに財政増を伴う結果となる。
その他、採用方法についても、人事院が全省庁一括で行っている国家公務員採用試験が利用できなくなるため、独自に採用事務を行わなければならず、公平性を担保した場合（コネを排除した公募、競争試験等の実施）のコストが増加し財政増になる。

## 行政改革推進法と非公務員化
行政改革推進法（簡素で効率的な政府を実現するための行政改革の推進に関する法律（平成18年法律第47号））では、その第52条において、「平成18年度以降に中期目標の期間が終了する特定独立行政法人については、その業務を国家公務員の身分を有しない者が行う場合における問題点の有無を検証し、その結果、役員及び職員に国家公務員の身分を与えることが必要と認められないときは、特定独立行政法人以外の独立行政法人に移行させるものとする。」と規定しており、非公務員化を行政改革の手法の一つとして位置づけている。また、平成19年12月24日に閣議決定された「独立行政法人整理合理化計画」においても、非公務員化を独立行政法人改革の一手法として位置づけている。
なお、行政改革推進法第52条の非公務員化は、同法の第2章第4節「総人件費改革」の規定であるが、上記でみたように、人件費を削減する効果・法益は有しておらず、むしろ、人件費増を伴うこととなる。

## 非公務員化とみなし公務員
国立研究開発法人や中期目標管理法人や国立大学法人など非公務員化された公法人や特殊法人においては、設置根拠たる個別法にて、みなし公務員規定が置かれるものが多い。独立行政法人制度の設立や国立大学の法人化の方針を定めた「中央省庁等改革の推進に関する方針」（平成11年4月27日中央省庁等改革推進本部決定）においては、行政執行法人以外の独立行政法人の職員について、「業務の性質等に応じ一定の独立行政法人の職員に、個別法令により刑法その他の罰則の適用についての「みなし公務員」規定等を置くものとするとされており、これに従い、多くの国立研究開発法人及び中期目標管理法人並びに国立大学法人の個別法（設立根拠法）において、みなし公務員規定が整備されている。
みなし公務員規定とは、法人の職員に対し、刑法その他の罰則の適用について、公務に従事する職員（国家公務員や地方公務員）とみなすというもので、公務員ではない法人の職員に対し、「公務員が行った行為に対する罰則」と「公務員に対して行われた行為に対する罰則」が公務員と同様に課せられるというものである。
具体的には、法人の文書・印章について公文書偽造、公印偽造などの罪が成立することとなる。刑法以外の罰則には暴力行為等処罰に関する法律（大正15年法律第60号）がある。
みなし公務員規定により適用される罰則は、国家公務員や地方公務員である者につき独自にその服務規律を定めた国家公務員法または地方公務員法上の罰則（秘密漏洩の罰則、営利企業の地位に就いた罰則など）の適用はないと解されている。
なお、非公務員化された組織の職員は、引き続き国家公務員宿舎（通称：官舎）を使用することができる場合があるが、これは、個別法によって国家公務員宿舎法を職員に適用することができ、それに伴って宿舎を使用することができるのであって、みなし公務員であるからではない。
(例：地域医療機能推進機構は、個別法にてみなし公務員規定が置かれているが、国家公務員宿舎法の適用外であるため、職員に国家公務員宿舎を使用させることはできない。)
みなし公務員と宿舎法の適用は、法制上、全く別の措置である。